# Eumida longicornuta
Eumida longicornuta är en ringmaskart som först beskrevs av Moore 1906.  Eumida longicornuta ingår i släktet Eumida och familjen Phyllodocidae. Inga underarter finns listade i Catalogue of Life.